# Tidningsbud

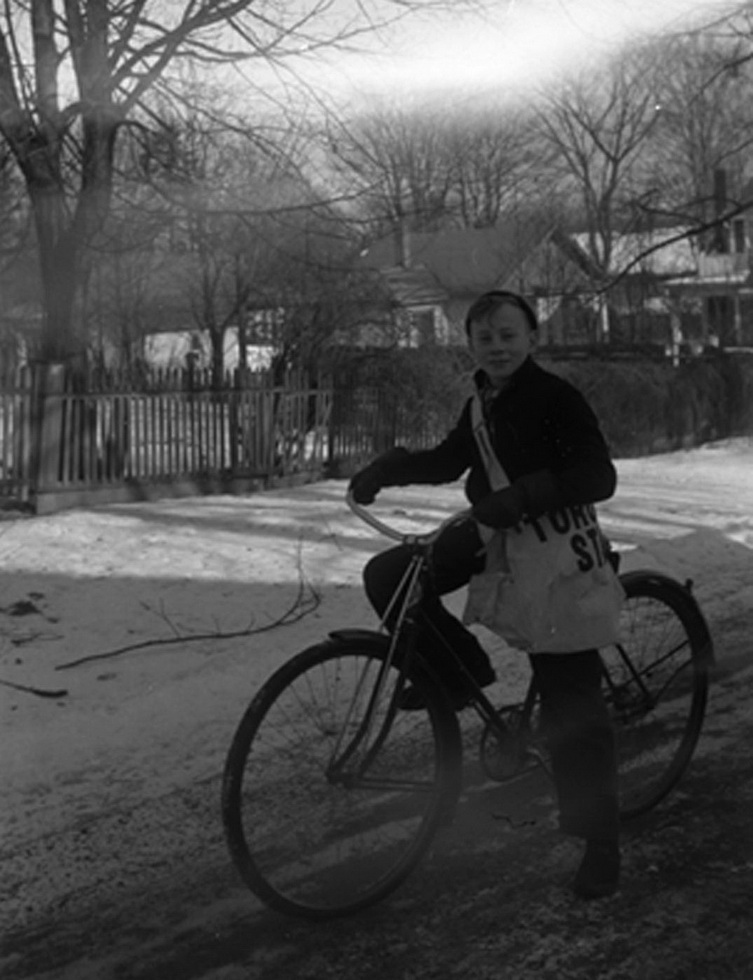
Tidningsbud som delar ut Toronto Star (1940).

Tidningsbud är anställda för att dela ut tidningar och liknande utskick.        

## Tidningsbud i Sverige
I Sverige är tidningsbud ett deltidsyrke för ca 13 000 anställda tidningsbud, som delar ut morgontidningar samt adresserade och oadresserade utskick och försändelser, mellan ett- och sjutiden på morgonen. Ett mindre antal halv- och heltidsanställningar finns. Tidningsbuden är anställda i olika tidningsdistributionsföretag fördelade över landet. Av dessa tidningsbud är cirka 8 000 fot-/cykelbud och cirka 5 000 bilburna. 
Varje morgon distribuerar tidningsbuden cirka 3 miljoner exemplar tidningar, varav cirka 2 300 000 exemplar i tätort och 725 000 i landsbygd. Det utgår statligt samdistributionsstöd och presstöd på ca 600 miljoner kronor per år för att både mindre och större tidningar ska delas ut i hela riket, genom ett system av samdistribution. 

### Arbetsgivare
Morgontidningarnas och tidningsdistributionsföretagens centrala arbetsgivar- och branschorganisation heter Tidningsutgivarna. På deras medlemslista finns alla svenska morgon- och kvällstidningar, flera gratistidningar, nyhets- och bildbyråer, tryckerier, tidningsdistributionsföretag, annonsförsäljningsbolag, några tv- och radiostationer samt förlag. 

#### Regionala arbetsgivare
- Pressens Morgontjänst KB (Premo) - Solna
- Tidningsbärna KB (TB) - Malmö
- Västsvensk Tidningsdistribution KB - Göteborg
- Prolog Tidningsdistribution - Västmanland, Eskilstuna, Flen, Katrineholm,Strängnäs och Södertälje
- UNT Distribution - större delen av Uppland
- NA Distribution - Närke
- Svensk Morgondistribution KB - Norrlandskusten från Gävle upp till Sundsvall och Dalarna

#### Rikstäckande arbetsgivare
- Tidningstjänst AB (TAB), Stockholm (både i egen regi och som säljare av olika administrativa tjänster till olika lokala distributionsbolag)

### Fackförbund
Tidningsbuden företräds fackligt av Transportarbetareförbundet, som har förhandlingsrätten för tidningsbudens kollektivavtal. Avtalet bygger på månadslön.